# Isola della Pescheria
L'isola della Pescheria è un isolotto fluviale del centro storico di Treviso, lambita dal Cagnan Grando (uno dei rami del Botteniga). Come suggerisce il nome, ospita il mercato del pesce cittadino.

## Storia

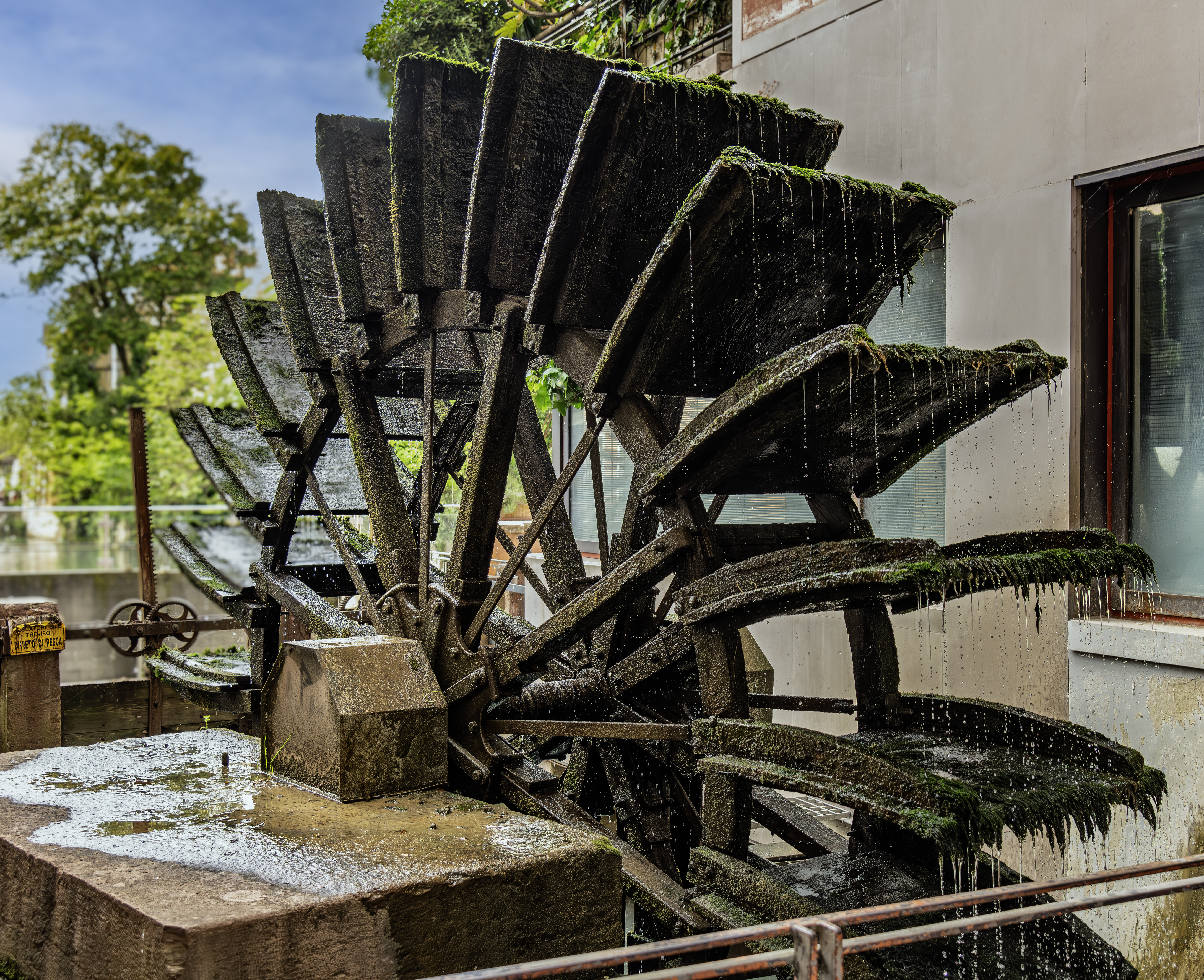
Il molinetto della pescheria

A metà Ottocento sorse la necessità di una riqualificazione dell'allora Piazza dei Signori, zona caratteristica della città.
Quest'esigenza era data da motivazioni di carattere igienico-sanitario e prevedeva anche lo spostamento del mercato del pesce dalla vicina piazzetta del Monte di Pietà per eliminare gli odori poco gradevoli per gli abitanti della zona. Nel 1855 scoppia una grave epidemia di colera che accelera l'esecuzione del progetto redatto nel marzo dell'anno prima dall'ingegnere comunale Francesco Bomben su iniziativa dell'allora sindaco e su un'intuizione di 
Pietro Liberali. Realizzata nel 1856 - in piena dominazione austriaca (1813-1866) - l'isola della Pescheria ha la rara caratteristica per l'epoca di essere una manufatto del tutto artificiale che unisce in un'unica forma tre isolotti naturali già presenti nel canale, a valle del ponte di San Parisio . La nuova sistemazione si rivela ottimale poiché beneficia di acqua corrente e di una distanza più appropriata dagli edifici abitati. Ecco come descrive l'isola nel 1864 lo storico trevigiano Giovanni Battista Alvise Semenzi:
"Si slancia nella direzione longitudinale del fiume un elegante ponte di ferro costruito dalla fonderia Giacomelli, con ornamenti di gruppi di pesci e crostacei, che mette alla nuova pescheria isolata nel mezzo di questa corrente, sull’interrimento prodotto dal Botteniga. È questa una piccola piazza lunga metri 50, larga metri 20, alta metri 1,20 sopra il pelo ordinario dell’acqua, alla quale si può scendere per 6 gradinate distribuite all’intorno. È selciata con leggera pendenza verso il centro, con tombotti sotterranei per ismaltir le acque e le immondizie. Attorno si piantarono ippocastani, e vi stanno simmetricamente disposti dodici tavoli in pietra per la vendita dei pesci. Nel mezzo ve ne sono altri 4 più grandi, ed era preso di munirli di padiglioni di lamiera di ferro e di tende, ma si sospese per ora la spesa. Per l’eleganza della costruzione, e per la situazione nel centro della città, eppur isolata, circondata dalle acque e ventilata per ogni parte, e finalmente per la comodità che offre ai compratori, può l’architetto municipale nobile Francesco Bomben andarne superbo, e il Comune gloriarsi d’aver assai bene impiegate lire 50,000 formando una delle più belle pescherie d’Italia"
Il progetto dell'ultimo intervento di riqualificazione (2002), che ha visto il rifacimento della pavimentazione e dei banchi del mercato, è stato firmato dall'architetto Toni Follina. Questa ristrutturazione ha mantenuto l'assetto originale, ha permesso di realizzare la copertura ai banchi del pesce e quest'intervento ha dato modo alla piazza di acquisire carattere pubblico.